# جامعة ولاية نورث ويسترن أوكلاهوما
جامعة ولاية نورث ويسترن أوكلاهومالا (NWOSU) هي جامعة عامة في ألفا، أوكلاهوما، ولها فروع جامعية تابعة لها في إنيد ووودوارد. تقدم الجامعة درجتي البكالوريوس والماجستير.

## تاريخ
في عام 1897، تم إنشاء مدرسة عادية أو مدرسة للمعلمين في ألفا بموجب قانون صادر عن الهيئة التشريعية الإقليمية لأوكلاهوما. كانت ثاني مدرسة عادية في أوكلاهوما، مكلفة بإعداد المعلمين لخدمة العديد من المدارس المكونة من غرفة واحدة والتي تغطي البراري. كانت تسمى المدرسة الشمالية الغربية الإقليمية العادية. تألفت هيئة التدريس في المدرسة الجديدة من أول رئيس للمدرسة، جيمس إي. أمينت، واثنين من المعلمين. عقدت الفصول في الكنيسة التجمعية حتى اكتمال بناء المبنى الأول الذي عُرف شعبيًا باسم «القلعة على التل»، في 20 سبتمبر 1897.
في عام 1902، أنشأ رئيس قسم الأحياء، البروفيسور جي دبليو ستيفنز، متحف التاريخ الطبيعي في المدرسة. يحتوي المتحف على مجموعة كبيرة من العينات البيولوجية الأصلية في أوكلاهوما، بالإضافة إلى مئات من عينات الثدييات والطيور في ألاسكا التي جمعها ستيفنز خلال رحلة استمرت سبعة أشهر في عام 1908. تم إغلاق المتحف من يناير 1975 إلى 3 سبتمبر 1997، وافتتح بعد بذل جهود ترميم واسعة النطاق. يقع المتحف في الطابق الثاني من مبنى جيسي دن، وهو ثاني أقدم متحف في أوكلاهوما.

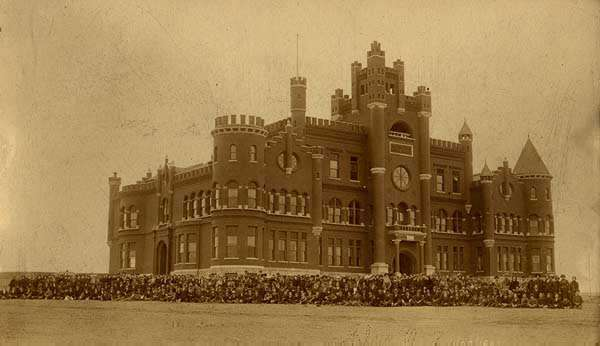
"القلعة على التل" عام 1901

أصبحت المدرسة كلية مدرسين لمدة أربع سنوات في عام 1919 وغيرت اسمها إلى كلية نورث وسترن أوكلاهوما للمعلمين. توسعت المدرسة في عام 1939 لتشمل شهادات في الفنون الحرة وكذلك التعليم، وتغير اسمها مرة أخرى، إلى جامعة نورث ويسترن أوكلاهوما. حدث تغيير الاسم النهائي في عام 1974 عندما أعطيت المدرسة اسمها الحالي.
حدثت أكبر مأساة في نورث وسترن في 1 مارس 1935، عندما دمرت النيران القلعة على التل. في عام 1948، تم تنظيم مسابقة لتبني أغنية قتال مدرسية جديدة وجامعة جديدة. تم الإعلان عن الطلبات الفائزة في مارس 1949. كلاهما قام به فلويد ماكلين، خريج جامعة نورث وسترن عام 1940 والذي كان يحضر حينها معهد بوسطن للموسيقى. كانت أغنية الجامعة الجديدة بعنوان "Ride، Rangers، Ride"، وكانت أغنية Alma Mater الجديدة بعنوان "Oh Northwestern". لا تزال هذه الأغاني هي الأغاني القتالية الرسمية للجامعية، على الرغم من أن مديري الفرقة قد غيروا الترتيبات على مر السنين. في عام 1957 انطلقت مسابقة لاختيار شعار للجامعة. كان الشعار الذي تم اختياره هو "Learn Today، Lead Tomorrow"، الذي قدمه كاي هاتشسون، وهو طالب صغير في جامعة نورث وسترن.
في عام 1951، أذن حكام ولاية أوكلاهوما للتعليم العالي لجامعة نورث وسترن بتقديم دورات، قابلة للتحويل إلى جامعة أوكلاهوما أو جامعة ولاية أوكلاهوما، للتقدم للحصول على درجة الماجستير في التعليم. في عام 1954، وافق المجلس على برنامج يؤدي إلى درجة الماجستير في التربية من جامعة نورث وسترن. في خريف عام 1978، نفذت جامعة ولاية نورث ويسترن أوكلاهوما برنامجًا يؤدي إلى درجة الماجستير في العلوم السلوكية. تم إنشاء برنامج للحصول على درجة التمريض في خريف عام 1981 للاستجابة لنقص التمريض في شمال غرب أوكلاهوما. أقر المجلس التشريعي في أوكلاهوما تشريعًا أنشأ فرعين جديدين في إيند ووودوارد. أصبحت جامعة ولاية نورث ويسترن أوكلاهوما واحدة من أولى المؤسسات التي حصلت على درجة البكالوريوس في التجارة الإلكترونية في خريف عام 2000.
لقد مرَّ أكثر من 100 عام منذ أن فتحت جامعة ولاية نورث وسترن أوكلاهوما أبوابها. منذ ذلك الحين، تقدمت من مدرسة عادية تقدم شهادات تدريس فقط إلى مؤسسة تقدم درجات على مستوى البكالوريوس والماجستير. الحرم الجامعي لعام 1897 40 أكر (16 ها) بدون مباني في بلدة واحدة أصبحت الآن أكثر من 400 أكر (160 ها) و36 مبنى تقع في ثلاث مجتمعات. زاد أعضاء هيئة التدريس الثلاثة و 68 طالبًا إلى أكثر من 220 من أعضاء هيئة التدريس والموظفين وأكثر من 2300 طالب.

## أكاديميون
تقدم جامعة نورث وسترن درجات البكالوريوس في الآداب وبكالوريوس العلوم في أكثر من 40 مجالًا للدراسة. يتم وضع البرامج الأكاديمية للجامعة في مدرستين - كلية الآداب والعلوم وكلية الدراسات المهنية.

## ألعاب القوى

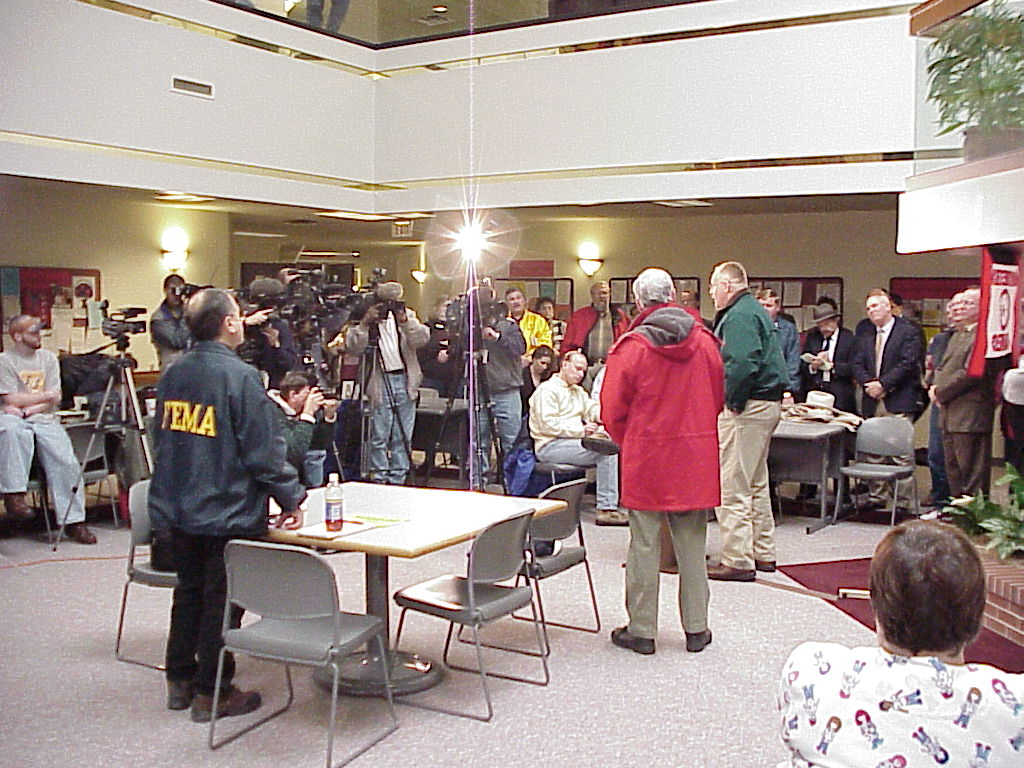
جامعة ولاية نورث ويسترن أوكلاهومالا

الفرق الرياضية في نورث وسترن هي الرينجرز. تتنافس جميع الرياضات في المؤتمر الأمريكي العظيم، والذي يشمل ما يلي: تشمل الرياضات الرجالية البيسبول وكرة السلة وعبر الضاحية وكرة القدم والجولف ومسابقة رعاة البقر؛ بينما تشمل الرياضات النسائية كرة السلة والتشجيع وعبر الضاحية والجولف ومسابقة رعاة البقر وكرة القدم والكرة اللينة والكرة الطائرة.
في 11 مايو 2011، أعلنت نورث وسترن أنها قبلت دعوة إلى المؤتمر الأمريكي العظيم لجميع الألعاب الرياضية في العام الدراسي 2012-2013 وستبدأ انتقالها من NAIA إلى NCAA القسم الثاني. في 12 يوليو 2011، مُنعت جامعة ولاية نورث وسترن أوكلاهوما من القبول في عملية العضوية في NCAA القسم الثاني لدورة 2011-12 وتمَّ قبول المدرسة بعد عام واحد.

## خريجون متميّزون
- مايك أدينوجا، رجل أعمال ملياردير (مؤسس شركة جلوباكوم النيجيرية) وفاعل خير
- أودي أرمسترونج، لاعب كرة قدم محترف"San Jose SaberCats – Odie Armstrong". arenafootball.com. مؤرشف من الأصل في 2015-03-17. اطلع عليه بتاريخ 2021-11-20.{{استشهاد ويب}}:  صيانة الاستشهاد: BOT: original URL status unknown (link) من الأصلي في 17 مارس 2015.</ref>
- فون أري، قاضي الأركان المحامي لقائد سلاح مشاة البحرية الأمريكية[6]
- باتريك كرايتون، لاعب كرة قدم محترف
- مايك هارجروف، لاعب بيسبول محترف ومدير
- هيتون، رئيس قضاة المقاطعة بالولايات المتحدة في محكمة مقاطعة الولايات المتحدة للمنطقة الغربية من أوكلاهوما
- هارولد كيث، مؤلف كتاب بنادق لواتي
- رون مور
- تشيب مايرز، لاعب كرة قدم محترف
- جايلون نيكرسون، لاعب كرة سلة محترف
- هارفي هارلو نينجر، عالم النيازك الشهير[7]
- لين سكوت، لاعب كرة قدم محترف
- بريان سوتشيا، لاعب كرة قدم محترف